# Gene Yoon
Yoon Yoon-su, comumente conhecido como Gene Yoon (coreano 윤윤수; Hwaseong, 9 de setembro de 1945) é um empresário sul-coreano. Ele é o atual presidente da empresa de roupas esportivas Fila.

## Biografia
Yoon se formou na Seoul High School em 1964, e na Universidade Hankuk de Estudos Estrangeiros Department of Political Science & Diplomacy em 1974. Ele começou sua carreira na Korea Shipping Corporation (KSC) antes de trabalhar em merchandising na JC Penney de outubro de 1975 a julho de 1981. Ele então trabalhou para Hwasung Co., Ltd. até março de 1984 como diretor de exportação, tornando-se então presidente da Care Line Corp. De junho de 1991 até o presente, ele foi o presidente e CEO da Fila Korea Ltd., organizando a compra da marca Fila em 2007. Ele possui uma participação na Fila estimada em cerca de US $ 830 milhões em 2019.
Ele também é atualmente vice-presidente executivo da Korea International Trade Association.

## Obras
The Reason Why I Get 180 Million Won Per Year (내가 연봉 18억원을 받는 이유) (autobiografia publicada em 1997).